# Luang Pho Khun
Luang Pho Khun (también llamado Loung Por Khoon Parisuttho o Loung Porkhoon) fue un monje budista tailandés que murió en 2015. Su cuerpo momificado se encuentra en exhibición en el Templo Wat Ban Rai en la isla de Dan Khun Thod en la Provincia de Nakhon Ratchasima (Tailandia).